# Гашнан, Наташа
Наташа Гашнан (фр. Natacha Gachnang; родилась 27 октября 1987 года в Веве, Швейцария) — швейцарская автогонщица.

## Биография
Двоюродный брат Себастьен Буэми — также профессиональный автогонщик, двукратный чемпион мира по автогонкам на выносливость, чемпион Формулы E 2015/2016, победитель 24 часов Ле-Мана 2018.
Впервые села за руль в пять лет, при поддержке отца попробовав себя на карте; постепенно локальные заезды переросли в участие в более серьёзных соревнованиях, где Гашнан всё чаще на равных боролась с многими ровесниками-мальчиками и иногда пробивалась в десятку сильнейших. К 2001—2002 годам постепенно закрепилась в элитной группе европейского картинга, регулярно борясь в лидирующей группе соревнований любого уровня, в 2003 году попала на тесты немецкой Формулы-БМВ ADAC, затем и провела в серии три сезона, постепенно улучшая свои результаты: в итоге, заработав несколько подиумных финишей, в последний год добыла шестое место в личном зачёте. При этом Буэми, начав свою гоночную карьеру на сезон позже, сходу смог регулярно бороться за лидирующие позиции и в первый же год стал призёром общего зачёта. В 2006 году Гашнан приняла участие в гонках различных первенств «Формулы-3» и выиграла одну гонку. Через год участвовала в североамериканском Star Mazda Championship. Проведя семь гонок, Гашнан дважды пробилась в тройку призёров, но вновь вернулась в Европу.
В 2008 году Гашнан подписала контракт с командой Campos испанской «Формулы-3», где сходу стала одним из лидеров серии и, несмотря на отсутствие побед, долгое время боролась за титул, в итоге заняв третье место в личном зачёте, в 17 стартах сезона 12 раз финишировав в очковой зоне. Через год выступала в первенстве ФИА «Формулы-2», за сезон лишь раз пробившись в очковую зону. В 2010 году провела свой последний сезон в гонках формульного типа, приняв участие в нескольких этапах первенства Auto GP, где, несмотря на более слабый состав, вновь лишь изредка боролась за финиш в очковой зоне, набрав за шесть гонок лишь один зачётный балл.
С 2009 года стала искать другие варианты продолжения карьеры, для начала попробовав себя в гонках младших классов спортпрототипов, а годом позже подписав контракт с одной из команд чемпионата мира FIA GT1 и дебютировав в 24 часах Ле-Мана. Локальные успехи не принесли особого внимания спонсоров, а одна из поломок машины привела к серьёзной аварии на трассе в Абу-Даби, стоившей Гашнан двойного перелома правой ноги. В 2011-12 годах Гашнан провела несколько гонок во внутринемецких сериях, а в 2013 году провела сезон в ELMS и во второй раз выступила в 24 часах Ле-Мана (где в этот раз её экипаж смог финишировать — на пятом месте в своём классе); но годом позже завершила выступления, не сумев заинтересовать своими услугами ни одну из команд интересовавших её серий.

## Статистика результатов
| 2003 | Формула-БМВ ADAC                                 | частная заявка                      | 20  | 0   | 0   | 0 | 13  | 19-я  |
| 2004 | Формула-БМВ ADAC                                 | AM-Holzer Rennsport                 | 19  | 0   | 0   | 0 | 37  | 12-я  |
| 2005 | Формула-БМВ ADAC                                 | Josef Kaufmann Racing               | 20  | 0   | 0   | 0 | 90  | 6-я   |
| 2006 | Австрийская Формула-3                            | Bordoli Motorsport                  | н/д | н/д | н/д | 1 | 35  | 4-я   |
| 2006 | Recaro F3 Trophy                                 | Bordoli Motorsport                  | 4   | 0   | 0   | 0 | 17  | 11-я  |
| 2006 | Recaro F3 Cup                                    | Bordoli Motorsport                  | 14  | 0   | 0   | 0 | 11  | 13-я  |
| 2006 | Евросерия Формулы-3                              | Bordoli Motorsport Jo Zeller Racing | 7   | 0   | 0   | 0 | 0   | НК    |
| 2007 | Star Mazda Championship                          | AIM Autosport                       | 7   | 0   | н/д | 0 | 217 | 15-я  |
| 2008 | Испанская Формула-3. Кубок                       | Campos Racing                       | 17  | 3   | 6   | 5 | 110 | 1-я   |
| 2008 | Испанская Формула-3. Основной зачёт              | Campos Racing                       | 17  | 1   | 2   | 0 | 76  | 3-я   |
| 2009 | ФИА Формула-2                                    |                                     | 16  | 0   | 0   | 0 | 2   | 23-я  |
| 2009 | Radical European Master Series (класс SR5)       | Hope Pole Vision Racing             | 8   | 1   | 4   | 1 | 133 | 5-я   |
| 2009 | Формула-Ле-Ман                                   | Hope Pole Vision Racing             | 7   | 1   | 0   | 0 | 52  | 10-я  |
| 2010 | Auto GP                                          | Charouz-Gravity Racing              | 6   | 0   | 0   | 0 | 1   | 21-я  |
| 2010 | Чемпионат мира FIA GT1                           | Matech Competition                  | 2   | 0   | 0   | 0 | 0   | НК    |
| 2010 | 24 часа Ле-Мана (класс GT1)                      | Matech Competition                  | 1   | 0   | 0   | 0 |     | НФ    |
| 2011 | V de V Challenge Endurance Moderne (класс Proto) | Equipe Palmyr                       | 1   | 0   | 0   | 0 | 5   | 17-я  |
| 2012 | VLN Endurance                                    | Toyota Swiss Racing Team            | 3   | 0   | н/д | 0 | 10  | 507-я |
| 2012 | 24 часа Нюрбургринга (класс V3)                  | Toyota Swiss Racing Team            | 1   | 1   | 1   | 1 |     | 1-я   |
| 2013 | ELMS (класс LMP2)                                | Morand Racing                       | 5   | 0   | 0   | 0 | 58  | 7-я   |
| 2013 | 24 часа Ле-Мана (класс LMP2)                     | Morand Racing                       | 1   | 0   | 0   | 0 |     | 5-я   |